# Hela Ouardi
Hela Ouardi (1973) és una escriptora i acadèmica tunisiana, professora de la Universitat de Tunis El Manar i especialitzada en islam i literatura francesa.

## Biografia
Hela Ouardi va fer estudis superiors de literatura a la Universitat de Tunis i va presentar la seva tesi doctoral el 2001 en literatura francesa a la Universitat de la Sorbona-Nouvelle, amb el treball La littérature au miroir dans l'œuvre romanesque de Raymond Queneau. Després, va exercir de professora de literatura i civilització franceses a la Universitat de Tunis - El Manar, però també, posteriorment, investigadora associada al Laboratori d'estudis sobre monoteismes del Centre Nacional d'Investigacions Científiques.
Les seves primeres publicacions, als anys 2000, es van dedicar a la literatura francesa. Després de la revolució tunisiana del 2011, va prendre un any sabàtic i es va submergir en l'estudi de la història de l'islam. Cal destacar el seu llibre Les derniers jours de Muhammad «(Els darrers dies de Mahoma»), publicat el 2016, on relata les seves investigacions sobre la misteriosa mort del profeta i intenta reconstruir els seus darrers dies. Dos anys després del seu llançament, Els últims dies de Mahoma es va editar a Algèria, el primer país àrab que la publica (en francès, tot i que se'n preveu una edició en àrab); el llibre està censurat al Senegal sota la pressió d'organitzacions i polítics islamistes.
El 2019, continuant el seu treball sobre els primers anys de l'islam, va començar a escriure un cicle de cinc narracions històriques: Les califes maudits («Els califes maleïts»)', que relaten la història dels regnats dels primers quatre califes. El primer volum, La déchirure, està dedicat a la manera amb què l'entorn del profeta va gestionar-ne la successió. El segon volum, À l'ombre des sabres, se centra en el califat d'Abu Bàkr.

## Obra
- La littérature au miroir dans l'œuvre romanesque de Raymond Queneau, Villeneuve-d'Ascq, Presses universitaires du Septentrion, coll. « Thèses à la carte », 2003, 584 p. (ISBN 2-284-03555-8).
- Connaissez-vous Queneau ?, Dijon, Éditions de l'université de Dijon, 2007, 233 p. (ISBN 978-2-915552-77-5).
- L'androgyne en littérature, Tunis, Simpact, 2009, 282 p. (ISBN 978-2-915611-38-0).
- Les derniers jours de Muhammad, Paris, Albin Michel, coll. « Spiritualités vivantes », 2016, 368 p. (ISBN 978-2-226-40060-4).
- Les Califes maudits : la déchirure, Paris, Albin Michel, coll. « Spiritualités vivantes », 2019, 250 p. (ISBN 978-2-226-44106-5).
- Les Califes maudits : à l'ombre des sabres, Paris, Albin Michel, coll. « Spiritualités vivantes », 2019, 272 p. (ISBN 978-2-226-44720-3, lire en ligne [archive]).